# 1850 في المملكة المتحدة
فيما يلي قوائم الأحداث التي وقعت خلال عام 1850 في المملكة المتحدة.

## سياسة

### تعيين في المنصب
- 19 نوفمبر – ألفريد تنيسون شاعر بلاط المملكة المتحدة.

### انتهاء فترة المنصب
- 23 أبريل – ويليام ووردزوورث شاعر بلاط المملكة المتحدة.

## كتب
من الكتب التي صدرت هذه السنة في المملكة المتحدة:
- 1 يناير – ديفيد كوبرفيلد من تأليف تشارلز ديكنز.

## مواليد

### يناير
- 27 يناير – إدوارد جون سميث بحّار من المملكة المتحدة.
- 27 يناير – جون كولير
- 29 يناير – لورانس هارغريف مهندس أسترالي.

### مارس
- 10 مارس – سبنسر غور لاعب كرة مضرب بريطاني.

### مايو
- 1 مايو – الأمير آرثر دوق كونوت وستراذرن عسكري من المملكة المتحدة.
- 18 مايو – أوليفر هيفسايد
- 23 مايو – جورج كلاريدج دروس
- 28 مايو – فريدرك وليم ميتلاند مؤرخ بريطاني.

### يونيو
- 2 يونيو – إدوارد ألبرت شاربي شافر

### سبتمبر
- 6 سبتمبر – بيل بيتش مُجدّف أسترالي.

### أكتوبر
- 4 أكتوبر – جيم توماس ماكميلان سياسي أمريكي.
- 12 أكتوبر – ألفريد إدواردز لاعب كرة قدم إيطالي.
- 18 أكتوبر – باسيل هول تشامبرلين

### نوفمبر
- 1 نوفمبر – سبنسر لي مارشنت مور عالم نبات بريطاني.
- 13 نوفمبر – روبرت لويس ستيفنسون أديب إنجليزي.

## وفيات

### يناير
- 1 يناير – جيمس ماكفادين (مواليد 1799)

### أبريل
- 23 أبريل – ويليام ووردزوورث (مواليد 1770)

### يوليو
- 2 يوليو – روبرت بيل (مواليد 1788)
- 8 يوليو – أدولفوس دوق كامبريدج (مواليد 1774)